# Johann Dietrich von Hoverbeck
Johann Dietrich Freiherr von Hoverbeck (* 17. Dezember 1652 in Hohenstein in Masuren, Ostpreußen; † 5. Juni 1714 in Königsberg) war ein brandenburgisch-preußischer Diplomat.
Der Sohn Johanns von Hoverbeck (1606–1682) wuchs am kurfürstlichen Hof von Berlin auf. Seit 1666 erhielt er seine Erziehung auf dem väterlichen Gut Hohenstein in Masuren. Anschließend studierte er an der Universität Königsberg Rechtswissenschaften. 1674 wurde er zum Hofgerichtsrat ernannt. Bis 1676 erlernte er in Polen die polnische Sprache, auch studierte er dort polnisches Staatsrecht. Danach bereiste er die Niederlande, Frankreich und England. Seit 1685 wirkte er als außerordentlicher Gesandter in Dänemark. Von 1690 bis 1703 war er Gesandter Brandenburg-Preußens in Polen. 1690 wurde er von Kurfürst Friedrich III. zum Geheimrat und 1697 zum Wirklichen Geheimrat ernannt. 1704 wurde Hoverbeck preußischer Hofrichter in Königsberg. 1712 trat er in Königsberg in die Staatsregierung Preußens ein.
Er war verheiratet mit Charlotte von Götzen (1660–1714), Witwe von Melchior Ernst von Rappe († 1683), und somit der Schwager von Christoph von Rappe, der auch Vormund von dessen beiden Söhnen war, seit die Eheleute Hoverbeck mit nur wenigen Monaten Abstand verstorben waren.